# 1. FC Wülfrath
Der 1. FC Wülfrath 1927 e. V. ist ein Sportverein aus Wülfrath im Kreis Mettmann. Die erste Fußballmannschaft der Männer spielt in der sechstklassigen Landesliga Niederrhein.

## Geschichte
Die ältesten Wurzeln des Vereins gehen auf das Jahr 1927 zurück. In diesem Jahr wurde der SV Flandersbach gegründet. Der zweite Ursprungsverein entstand 1929, die Sportfreunde Schlupkothen. Die dritte Wurzel des Vereins ist die 1938 gegründete SSG Wülfrath. Diese drei Vereine bildeten schließlich am 27. Juni 1975 den 1. FC Wülfrath.
Der Fusionsverein übernahm 1975 den Platz des SV Flandersbach in der Landesliga Niederrhein und schaffte 1981 als Meister den erstmaligen Aufstieg in die Verbandsliga Niederrhein. Nach nur einem Jahr ging es zurück in die Landesliga, wo man 1990 erneut den Titel gewann. Zu dieser Zeit übernahm Dietmar Grabotin das Traineramt beim Wülfrather Verbandsliga-Aufsteiger. Nach der Vizemeisterschaft 1990/91 führte er den Verein 1992 als Meister der Verbandsliga Niederrhein zum Aufstieg in die Oberliga Nordrhein. Die Saison 1992/93 endete jedoch mit dem sofortigen Wiederabstieg.
Nach drei Jahren in der Verbandsliga folgte 1996 ein weiterer Abstieg in die Landesliga. In der Saison 2003/04 wurde der 1. FC Wülfrath erneut Meister der Landesliga Niederrhein vor dem FC Remscheid und schaffte die Rückkehr in die Verbandsliga. In der Saison 2012/13 stieg der 1. FC Wülfrath erneut in die Landesliga ab. 2016 folgte ein weiterer Abstieg in die Bezirksliga, ehe es 2025 wieder rauf in die Landesliga ging.

## Spielstätte
Die Sportanlage des Vereins ist der „Erbacher Berg“. Diese wurde 2002 bezogen. Das Fußballstadion trägt derzeit den Namen des Sponsors und heißt Rheinkalk-Stadion.

## Spieler
- Achim Weber (1989–1990)
- Josef Weikl (199?)
- Maximilian Wagener (199?–2003) Jugend,
- Krzysztof Benedyk (2007)
- Yannick Salem (2013)
- Frank Zilles

## Trainer
- 1990–1993  Dietmar Grabotin
- 2007–2012  Frank Kurth
- 2012–2013  Joachim Hopp

## Persönlichkeiten
- Carsten Pröpper (2011–) Geschäftsführer